# جون باترسون
جون باترسون (11 مارس 1860 - 22 سبتمبر 1943) (بالإنجليزية: John Patterson)‏ هو لاعب كريكت بريطاني (وحمل سابقاً جنسية المملكة المتحدة لبريطانيا العظمى وأيرلندا).

## وصلات خارجية
- جون باترسون على موقع إي آس بي آن كريك إنفو (الإنجليزية)